# NGC 5320
NGC 5320 (również PGC 49112 lub UGC 8749) – galaktyka spiralna z poprzeczką (SBc), znajdująca się w gwiazdozbiorze Psów Gończych. Odkrył ją William Herschel 9 kwietnia 1787 roku. Należy do galaktyk Seyferta.